# هرادتس كرالوفه
هرادتس كرالوفه (بالإنجليزية: Hradec Králové)‏ هي مدينة، municipality with town privileges و statutory city تقع في التشيك في مقاطعة هرادتس كرالوفه.[بحاجة لمصدر] يقدر عدد سكانها بـ 93,490 نسمة .

## المدن التوأمة
مدن غيسن، متز، فروتسواف و ألساندريا هي مدن توأمة لـهرادتس كرالووه.

## أعلام
- سونيا فيكتوموف
- أدولف تشرني
- روبن فيك
- تيريزا سميتكوفا
- فيت يدليتشكا